# Fidz
Fidz (oftast stavat FiDZ) är en japansk idol-grupp från Tokyo. Gruppnamnet är en förkortning av “Flame of 10,000 degrees” som representerar deras mål att ge mer värme åt alla genom sina blåa lågor. De använder blått och vitt som identifierande färger. Gruppens stil är en blandning av pop och hårdrock.
Gruppen startades av Ui Chihiro januari 2022 efter att hon avslutade gruppen Merry Bad End. Alla tre medlemmar följde dock med till den nya gruppen och en ny medlem Yura Meki rekryterades. I juni 2022 reste Ui Chihiro och Oe Hina tillsammans med K@hoRu@ (Zombie Powder, Human Spiral) till Lund för att göra två spelningar på Kodachicon. 
Senare på hösten blev det tydligt att både Suwaru och Yura Meki skulle lämna gruppen av olika anledningar, varpå Minako rekryterades som stödmedlem. Deras debutskiva lanserades på Suwarus avskedskonsert i september 2022. Även Oe Hina fick lämna gruppen och för nästan ett halvt år fungerade FiDZ som en duo.
I maj 2023 presenterades två nya medlemmar Kanai Hamu och Hanano Natsuki.

## Diskografi[2]

### Album
- -Gouen- (-轟炎-) - september 2022

### Mini-album
- Lightning - januari 2022

### Digitala singlar
- Lightning - januari 2022
- Senkou (閃光) - april 2022

## Medlemmar
- Ui Chihiro (初 ちひろ; medlemsfärg blå) - originalmedlem
- Minako (みな子; grön) - sedan 29 september 2022
- Kanai Hamu (叶遥夢; röd) - sedan 8 maj 2023
- Hanano Natsuki (花野夏咲; gul)  - sedan 8 maj 2023

### Tidigare medlemmar
- Oe Hina (大江 陽菜; vit) - originalmedlem, lämnade 9 september 2022
- Suwaru (座る; orange) - originalmedlem, lämnade 25 september 2022
- Yura Meki (ユラ・メキ; violet) - originalmedlem, lämnade 17 november 2022